# The Voice Kids (seizoen 2)
Het tweede seizoen van The Voice Kids, een Nederlandse talentenjacht, werd van 21 december 2012 tot en met 15 februari 2013 uitgezonden door RTL 4. De presentatie lag ook dit seizoen weer in handen van Martijn Krabbé en Wendy van Dijk. De coaching van de kandidaten werd net als in seizoen 1 in handen van Angela Groothuizen, Nick & Simon en Marco Borsato. Deelname stond uitsluitend open voor kinderen in de leeftijd van acht tot en met veertien jaar.

## Selectieproces

### The Blind Auditions
Nog voordat de finale van het eerste seizoen was uitgezonden, maakte RTL 4 bekend dat er een tweede seizoen kwam en dat de aanmelding ervoor was geopend. Daarna werden in de maanden mei, juni en juli van 2012 uitgenodigd voor de producersauditie. De "Blind Auditions" vonden daarna plaats in september 2012 in studio 24. In studio 24 kon De Mol een echt decor bouwen dat meer lijkt op de buitenlandse versie van de show. Ook de stoelen van de drie coaches werden beter en mooier en waren ook een kopie van de stoelen uit de Amerikaanse versie. Tevens werd dezelfde decor gebruikt als The voice of Holland.

### The Battle
Net als The Blind Auditions werden The Battle in studio 24 gehouden. Nieuw was dat de coaches zich tijdens The Battle konden omdraaien (van de kandidaten af) om zo de hulp van de producer te konden inschakelen. De producer van Angela Groothuizen was Nico, van Nick & Simon was Marcel Fisser en van Marco Borsato was Ton Dijkman. De opnames vonden plaats in oktober 2012.

## The Blind Auditions
De deelnemers startten in de "blinde" auditie: De coaches zaten met hun rug naar het podium, zodat ze de kandidaten alleen konden beoordelen op basis van hun stem. Indien een jurylid enthousiast was over een deelnemer, drukte het jurylid op een knop waardoor diens stoel omdraaide. Wanneer meerdere juryleden dit deden, bepaalde de kandidaat bij welke coach hij in het team kwam. Van de in totaal 20.000 kandidaten die auditie deden, deden er slechts 90 kandidaten een "Blind Audition". Na "The Blind Auditions" waren er nog 45 deelnemers door naar de "The Battles".

### The Sing Off
Elke coach bracht zijn of haar team na "The Battle" terug naar vijf acts, maar er konden slechts twee kandidaten naar de liveshow. Alle vijf kandidaten moesten daarom met elkaar battlen in "The Sing Off", waar zij nogmaals hun auditienummer moesten zingen. Daarna bepaalde de coach, soms met zijn of haar producer, welke twee kandidaten naar de liveshow gingen.

### Show
Nick Schilder jureerde samen met Marcel Fisser. Uiteindelijk won Laura van Kaam met haar single The Edge of Glory

## Hitnotaties

### Singles
| Single met eventuele hitnotering(en) in de Nederlandse Top 40 | Datum van verschijnen | Datum van binnenkomst | Hoogste positie | Aantal weken | Opmerkingen                                            |
| ------------------------------------------------------------- | --------------------- | --------------------- | --------------- | ------------ | ------------------------------------------------------ |
| People help the people                                        | 21-12-2012            | -                     |                 |              | door Anne Keizer / Nr. 21 in de Single Top 100         |
| Out here on my own                                            | 21-12-2012            | -                     |                 |              | door Lyonne de Wit / Nr. 64 in de Single Top 100       |
| Bohemian Rhapsody                                             | 21-12-2012            | -                     |                 |              | door Jesse Pardon / Nr. 9 in de Single Top 100         |
| I don't believe you                                           | 28-12-2012            | -                     |                 |              | door Chloë Groen / Nr. 67 in de Single Top 100         |
| You raise me up                                               | 28-12-2012            | -                     |                 |              | door Piet Kroes / Nr. 50 in de Single Top 100          |
| Breakeven                                                     | 28-12-2012            | -                     |                 |              | door Joep Reijnen / Nr. 27 in de Single Top 100        |
| Cry                                                           | 04-01-2013            | -                     |                 |              | door Emma Loeffen / Nr. 34 in de Single Top 100        |
| The clown                                                     | 04-01-2013            | -                     |                 |              | door Jurre Otto / Nr. 22 in de Single Top 100          |
| Shelter                                                       | 18-01-2013            | -                     |                 |              | door Eva Wijnen / Nr. 48 in de Single Top 100          |
| Greatest love of all                                          | 21-12-2012            | -                     |                 |              | door Silvana Plaisier / Nr. 36 in de Single Top 100    |
| I will always love you                                        | 28-12-2012            | -                     |                 |              | door Laura van Kaam / Nr. 14 in de Single Top 100      |
| I wish I didn't miss you anymore                              | 12-01-2013            | -                     |                 |              | door Irie Wangari / Nr. 30 in de Single Top 100        |
| Son of a preacher man                                         | 04-01-2013            | -                     |                 |              | door Amy van de Weem / Nr. 32 in de Single Top 100     |
| I'll be there                                                 | 18-01-2013            | -                     |                 |              | door Irene Dings / Nr. 25 in de Single Top 100         |
| Right to Be Wrong                                             | 21-12-2012            | -                     |                 |              | door Emma van Helsdingen / Nr. 62 in de Single Top 100 |
| Come together                                                 | 15-02-2013            | -                     |                 |              | door Joep Reijnen / Nr. 51 in de Single Top 100        |
| Angels                                                        | 15-02-2013            | -                     |                 |              | door Jesse Pardon / Nr. 42 in de Single Top 100        |
| Diamonds                                                      | 15-02-2013            | -                     |                 |              | door Silvana Plaisier / Nr. 39 in de Single Top 100    |
| Misery                                                        | 15-02-2013            | -                     |                 |              | door Jurre Otto / Nr. 38 in de Single Top 100          |
| I wanna dance with somebody                                   | 15-02-2013            | -                     |                 |              | door Irene Dings / Nr. 27 in de Single Top 100         |
| Edge of Glory                                                 | 15-02-2013            | 23-02-2013            | tip5            |              | door Laura van Kaam / Nr. 13 in de Single Top 100      |

## Kijkcijfers
| Aflevering       | Datum            | Kijkcijfers | Plek | kdh  | madl | Bron   |
| ---------------- | ---------------- | ----------- | ---- | ---- | ---- | ------ |
| Blind Audition 1 | 21 december 2012 | 2.507.000   | 1    | 16,4 | 36,1 | [ 2 ]  |
| Blind Audition 2 | 28 december 2012 | 2.607.000   | 1    | 17,0 | 35,2 | [ 3 ]  |
| Blind Audition 3 | 4 januari 2013   | 2.699.000   | 1    | 17,5 | 36,5 | [ 4 ]  |
| Blind Audition 4 | 11 januari 2013  | 2.641.000   | 1    | 17,1 | 35,9 | [ 5 ]  |
| Blind Audition 5 | 18 januari 2013  | 2.745.000   | 1    | 17,8 | 36,7 | [ 6 ]  |
| The Battle 1     | 25 januari 2013  | 2.625.000   | 1    | 17,0 | 36,0 | [ 7 ]  |
| The Battle 2     | 1 februari 2013  | 2.538.000   | 1    | 16,5 | 35,3 | [ 8 ]  |
| The Battle 3     | 8 februari 2013  | 2.568.000   | 1    | 16,7 | 34,0 | [ 9 ]  |
| Finale           | 15 februari 2013 | 2.807.000   | 1    | 18,2 | 37,8 | [ 10 ] |